# Futbol'nyj Klub Tom'
Il Tom' Tomsk, ufficialmente Futbol'nyj Klub Tom' (in russo Футбольный клуб Томь?), è stata una società calcistica russa con sede nella città siberiana di Tomsk.

## Storia
Il club era precedentemente chiamato "Burevestnik" (1957), "Tomič" (1958, 1961-1963), "Sibelektromotor" (1959-1960), "Torpedo" (1964-1967, 1974-1978), "Tomles" (1968-1973) e "Manometr" (1979-1987).
Nel 1990 la squadra si rinforzò particolarmente per uscire dalla seconda divisione; acquistò infatti giocatori che, uniti a quelli già presenti in squadra, trasformarono la squadra facendola diventare competitiva. Nel 1996 il team finì al secondo posto, mancando per un soffio la promozione in prima divisione. La squadra si rifece nel 1997 riuscendo a raggiungere l'importantissimo obiettivo della promozione.
Il Tom acquistò nuovi giocatori per renderla competitiva in questa serie, ma sempre in questi anni soffrì molto dal punto di vista economico: la nuova compagnia petrolifera Eastern Oil Company abbandonò la squadra, lasciandola senza sponsor. A questo punto la promozione in massima divisione divenne un sogno irrealizzabile, perciò l'obiettivo principale per un po' di anni fu quello di non retrocedere. La squadra in più dovette aggiornare lo stadio agli standard del campionato, e ciò comportò un ulteriore consumo di denaro.
Perciò il Tom si accontentò di disputare campionati di media classifica, fino a quando nel 2001 arrivò il nuovo sponsor, che rimpinguò immediatamente le casse della società. La squadra acquistò nuovi giocatori e finì per due anni consecutivi (2002, 2003) al terzo posto, mancando per poco la promozione. Nel 2004 riuscì nello storico obiettivo di centrare la promozione finendo al secondo posto. Nel 2005 la squadra riuscì a restare in massima divisione conquistando un decimo posto, e si è ripetuta nel 2006 con un settimo posto.
In seguito i risultati della squadra in campionato sono andati via via peggiorando, fino al quindicesimo posto del 2010-2011 che costò la retrocessione in PFN Ligi.

## Strutture

### Stadio
Gioca le gare interne nel Trud Stadium.

## Palmarès

### Competizioni nazionali
- Vtoroj divizion: 1

1997 (Girone Est)

### Altri piazzamenti
- Coppa di Russia:

Semifinalista: 2007-2008
- PFN Ligi:

Secondo posto: 2012-2013
Terzo posto: 2002, 2003, 2015-2016
- Pervenstvo Professional'noj Futbol'noj Ligi:

Secondo posto: 1994 (Girone Est)
Terzo posto: 1996 (Girone Est)